# Relé de estado sólido

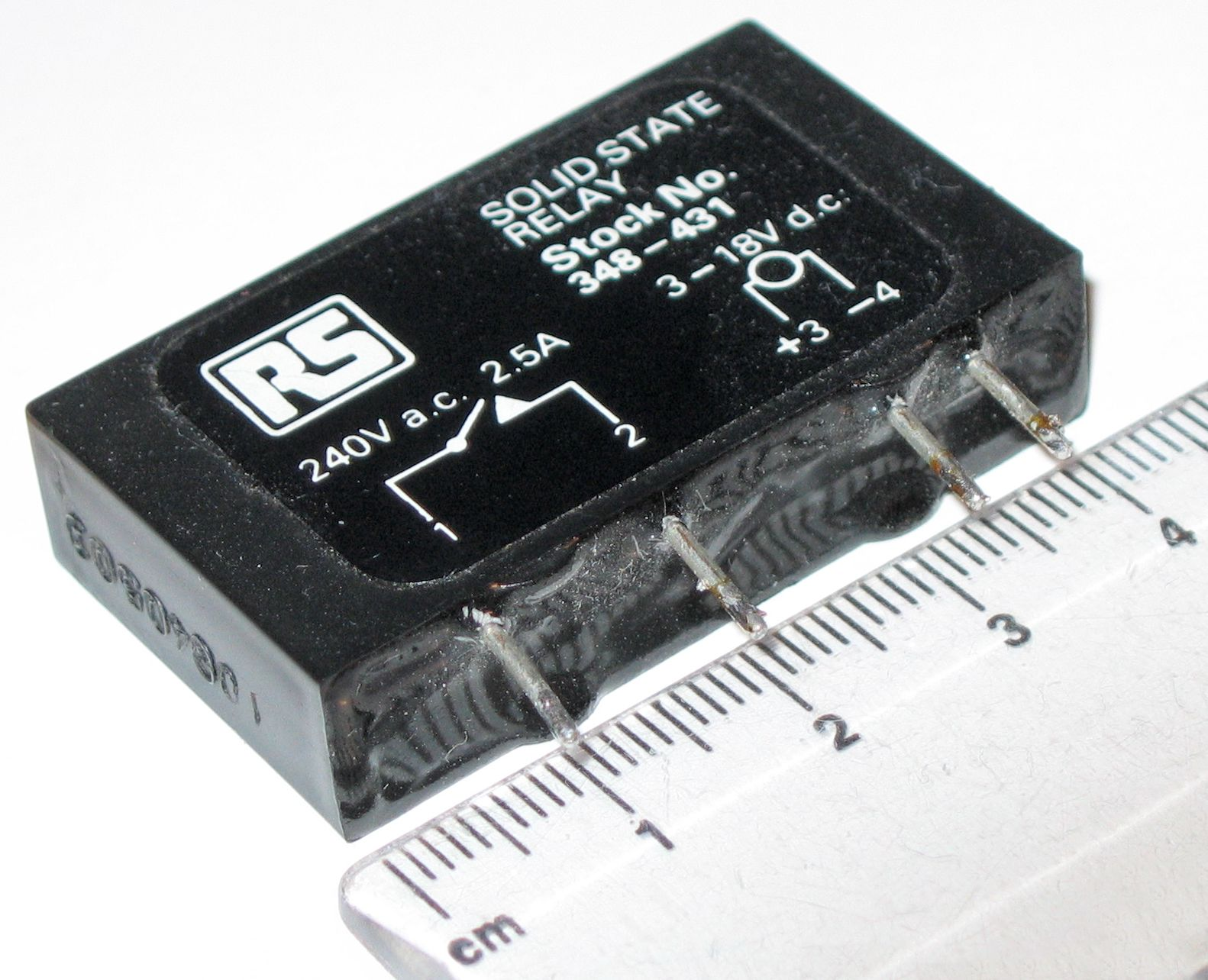
Figura 1.- Relé de estado sólido.

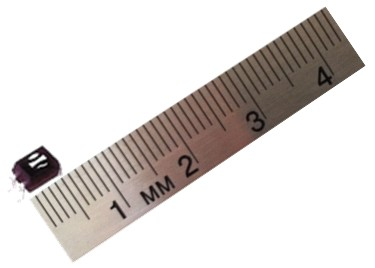
Figura 2.- Relé de estado sólido en miniatura.

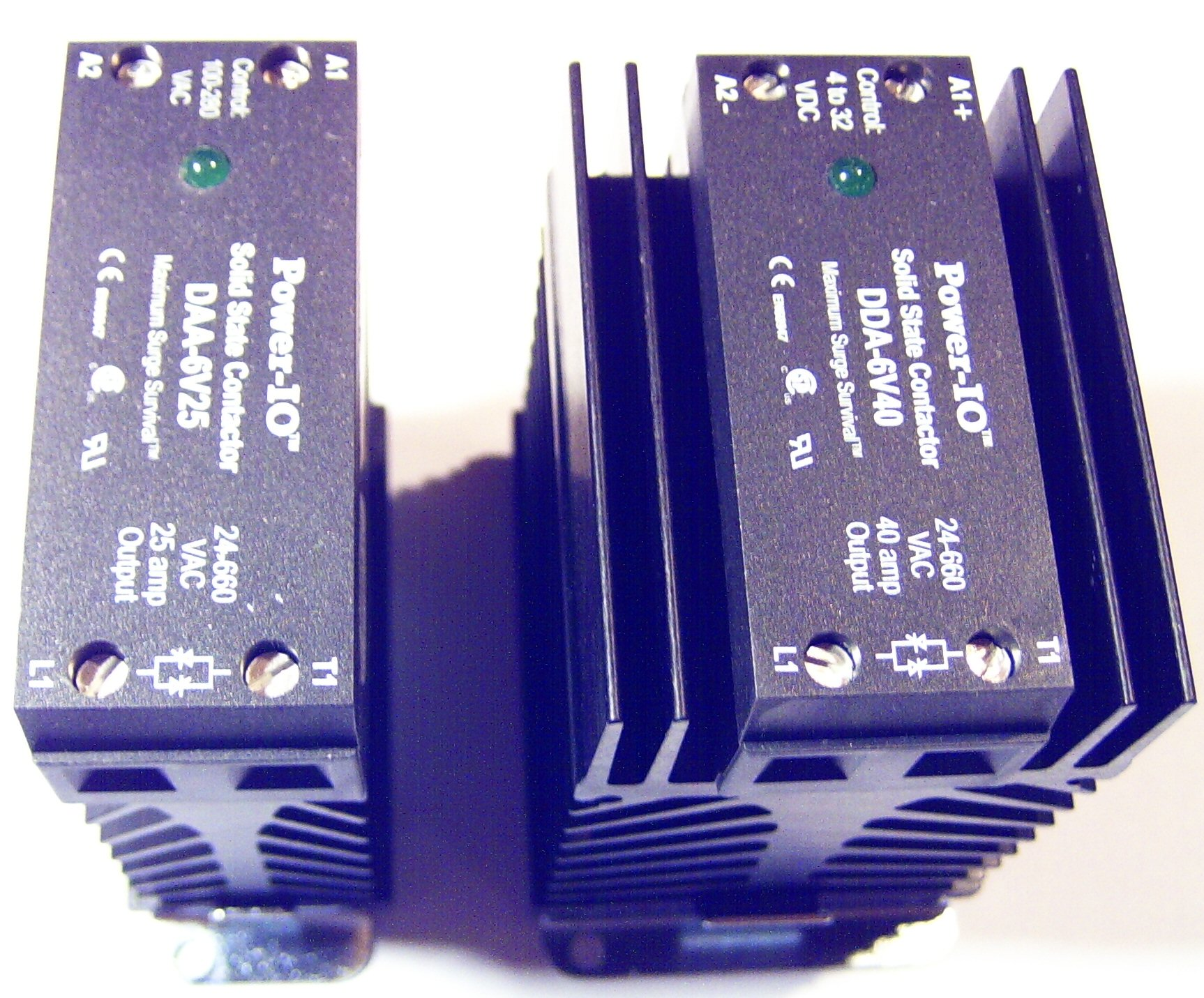
Figura 3.- Contactor de estado sólido.

Un relé de estado sólido (SSR en inglés) es un dispositivo interruptor electrónico que conmuta el paso de la electricidad cuando una pequeña corriente es aplicada en sus terminales de control. Los SSR consisten en un sensor que responde a una entrada apropiada (señal de control), un interruptor electrónico de estado sólido que conmuta el circuito de carga, y un mecanismo de acoplamiento a partir de la señal de control que activa este interruptor sin partes mecánicas. El relé puede estar diseñado para conmutar corriente alterna o continua. Hace la misma función que el relé electromecánico, pero sin partes móviles.
Los relés de estado sólido utilizan semiconductores de potencia como tiristores y transistores para conmutar corrientes hasta más de 100 A. Los relés SSR pueden conmutar a muy altas velocidades (del orden de milisegundos) en comparación a los electromecánicos, y no tienen contactos mecánicos que se desgasten. A la hora de aplicar este tipo de relés debe tenerse en cuenta su baja tolerancia para soportar sobrecargas momentáneas, comparado con los relés electromecánicos, y su mayor resistencia al paso de la corriente en su estado activo.

## Acoplamiento
La señal de control debe acoplarse al circuito de control de una forma que se produzca aislamiento galvánico entre los dos circuitos.
La mayoría de los SSR utilizan acoplamiento óptico. El voltaje de control enciende un LED interno que ilumina y activa un diodo fotosensible (fotovoltaico); la corriente del diodo activa un tiristor, SCR, o MOSFET para conmutar la carga. El optoacoplamiento permite que el circuito de control esté eléctricamente aislado de la carga.

## Funcionamiento
Un SSR basado en un único MOSFET, o múltiples MOSFET en paralelo, puede trabajar bien para cargas de CC. Los MOSFET implementan un diodo que conduce la electricidad en un solo sentido, por lo que un único MOSFET no puede bloquear la corriente en ambas direcciones. Un SSR para CC es básicamente un MOSFET pero manejando mayor corriente y con la peculiaridad de que la entrada está aislada de la salida, además tendrán el terminal positivo y negativo identificados, ya que se pueden dañar si las polaridades se invierten.
Cuando se conmutan cargas inductivas debe colocarse un diodo de protección en la salida del SSR para evitar que las corrientes inversas de retorno lo dañen.
Para CA (bi-direccional) se suele emplear un TRIAC que consta de dos SCR conectados en direcciones opuestas. Los TRIAC se utilizan porque la corriente alterna está constantemente cambiando de dirección; cuando la puerta del TRIAC deja de recibir corriente, el TRIAC cortará el paso de electricidad cuando el ciclo de la alterna pase por 0 (que sucede cada 20 ms si es de 50 Hz), por lo que nunca se interrumpe el paso en un pico de la alterna, evitando los altos voltajes transitorios que de otra forma se producirían si se interrumpiera el paso bruscamente debido al colapso repentino del campo magnético sobre el inducido. Esta propiedad se denomina conmutación en "paso por cero".

## Parámetros
Los SSR se diferencian por una serie de parámetros incluyendo voltaje de activación y corriente, voltaje de salida y límite de corriente momentánea admitida, si es de CC o CA, la caída de voltaje o la resistencia interna que afecta a la corriente de salida, la resistencia térmica, y los parámetros eléctricos y térmicos para un área de operación segura (p.e., no superando nunca el 70 % del amperaje y temperatura tope indicado por el fabricante para alargar su vida útil).

## Ventajas sobre relés electromecánicos[2]
La mayoría de las ventajas son comunes en los equipos de estado sólido sobre los equipos electromecánicos:
- Menor tamaño, permitiendo elementos más compactos y automatizables.
- Menor tensión de trabajo, se activan desde 1,5 V o menos.
- Funcionamiento totalmente silencioso.
- Los SSR son más rápidos que los relés electromecánicos; su tiempo de conmutación depende del tiempo requerido para encender el LED de control, del orden de microsegundos a milisegundos.
- Vida útil más larga, incluso si se activa muchas veces, ya que no hay partes mecánicas que se desgasten o contactos que se deterioren a altos amperajes.
- La resistencia de salida se mantiene constante independientemente del uso.
- Limpieza de conexión, no hay rebote en la conmutación de los contactos.
- Sin chispas, no se producen arcos eléctricos, lo que permite ser usados en ambientes explosivos donde es crítico que no se produzcan chispas en la conexión.
- Mucho menos sensible al almacenaje y ambiente operativo, como los golpes, vibraciones, humedad, y campos magnéticos externos.
- No produce ondas electromagnéticas que puedan producir interferencias en otros equipos.

## Desventajas
- Características de voltaje/corriente del semiconductor más que de los contactos mecánicos:
  - Con circuito cerrado, mayor resistencia (pérdidas en forma de calor).
  - En abierto, menor resistencia, con una pequeña corriente inversa de pérdida (del orden de µA).
  - Las propiedades Voltaje/corriente no son lineales (no puramente resistivas), distorsionando las alternas conmutadas hasta cierto punto. Un relé electromecánico tiene baja resistencia óhmica (lineal) del interruptor mecánico asociado cuando se activa, y una enorme resistencia de la separación de aire y las partes aislantes cuando está en abierto.
  - La polaridad de la salida afecta a algunos tipos de SSR; a los mecánicos no les afecta.
- Al poseer una capacidad de conmutación mucho más rápida, existe la posibilidad de falsas conmutaciones debido a cargas transitorias.
- Se requiere una alimentación aislada para el circuito de la puerta de activación.
- Mayor tiempo de recuperación de la corriente inversa transitoria debido a la presencia del cuerpo del diodo.
- Tienen tendencia a quedar en circuito cerrado cuando fallan, mientras que los mecánicos tienden a quedar en abierto, que suele ser preferible.